# The Killing Moon
«The Killing Moon» es una canción de la banda de rock británica Echo & the Bunnymen. Fue publicada el 20 de enero de 1984 como el primer sencillo de su álbum de 1984 Ocean Rain.
Es uno de los mayores éxitos de la banda, llegando al número nueve en la lista de sencillos del Reino Unido, y a menudo citada como la mejor canción de la agrupación.
Ian McCulloch ha afirmado: "Cuando canto "The Killing Moon", sé que no hay una banda en el mundo que tenga una canción cercana a eso".
En una revisión retrospectiva de la canción, el periodista de Allmusic Stewart Mason escribió: "El uso inteligente de las cuerdas amplifica la elegancia de la canción, aportando tanto una riqueza musical como una sensación de dignidad tranquila al ritmo".

## Lista de canciones del sencillo
1. «The Killing Moon» (All Night Version) – 9:11
2. «The Killing Moon» – 5:50
3. «Do It Clean» (Royal Albert Hall, 18 de julio de 1983) – 6:36

## Posicionamiento
| Lista (1984)                      | Posición |
| --------------------------------- | -------- |
| Australia (Kent Music Report)     | 96       |
| Irlanda                           | 7        |
| Nueva Zelanda (Recorded Music NZ) | 12       |
| Reino Unido                       | 9        |